# Axel Britz
Axel Britz (* 16. Januar 1969 in Koblenz) ist ein ehemaliger deutscher Fußballspieler.

## Leben
Axel Britz begann mit dem Fußballspielen als Jugendlicher beim FC Metternich. Nach einigen anderen Stationen landete der Mittelfeldspieler 1989 beim 1. FC Köln. Zwei Jahre lang versuchte er sich dort durchzusetzen, was ihm allerdings unter den Trainern Christoph Daum und Erich Rutemöller nicht gelang. Im dritten Jahr wurde er zum Nachbarn SC Fortuna Köln in die 2. Bundesliga ausgeliehen. Dort verletzte er sich nach vier Pflichtspielen. Im vierten Jahr wechselte er wieder zum 1. FC Köln, wo er allerdings aufgrund seiner langen Verletzungspause kein einziges Pflichtspiel mehr bestritt. Anschließend zog er sich in den Amateurbereich zurück, wo er 2005 beim FV Engers 07 seine aktive Laufbahn beendete. Insgesamt kam er 31 Mal in Pflichtspielen von Profi-Mannschaften zum Einsatz. Dabei schoss er ein Tor.

## Erfolge
- 1990: Deutscher Vize-Meister
- 1991: DFB-Pokal-Finale